# Championnats d'Europe féminins de judo 1975
Navigation
Édition suivante
La 1re édition des championnats d'Europe féminins de judo s'est déroulée les 12 et 13 décembre 1975 à Munich, en Allemagne de l’Ouest.

## Résultats
| Épreuves             | Or                      | Argent                  | Bronze                                          |
| -------------------- | ----------------------- | ----------------------- | ----------------------------------------------- |
| - 48 kg super-légers | Edith Hrovat (AUT)      | Teresa Campos (ESP)     | Ann Löf (SWE) Sylvie Lecocq (FRA)               |
| - 52 kg mi-légers    | Christiane Herzog (FRA) | Hileva Vasic (YUG)      | Hennie Matteman (NED) Gerda Winklbauer (AUT)    |
| - 56 kg légers       | Sigrid Happ (FRG)       | Franka Luzzi (ITA)      | Maggy Callu (BEL) Jutta Reifgraber (AUT)        |
| - 61 kg mi-moyens    | Martine Rottier (FRA)   | Marie-France Mill (BEL) | Yvonne Vringer (NED) Kathy Nicol (GBR)          |
| - 66 kg moyens       | Paulette Fouillet (FRA) | Jocelyne Triadou (FRA)  | Cornelia Weiss (FRG) Laura Di Toma (ITA)        |
| - 72 kg mi-lours     | Catherine Pierre (FRA)  | Rebecca Kuettner (FRG)  | Ellen Cobb (GBR) Géraldine Harmon (GBR)         |
| + 72 kg lourds       | Christine Child (GBR)   | Margherita De Cal (ITA) | Margaret Mckenna (GBR) Christiane Kieburg (FRG) |
| Toutes catégories    | Catherine Pierre (FRA)  | Paulette Fouillet (FRA) | Laura Di Toma (ITA) Christiane Kieburg (FRG)    |

## Tableau des médailles
| Rang | Nation               | Or | Argent | Bronze | Total |
| ---- | -------------------- | -- | ------ | ------ | ----- |
| 1    | France               | 5  | 2      | 1      | 8     |
| 2    | Allemagne de l'Ouest | 1  | 1      | 3      | 5     |
| 3    | Royaume-Uni          | 1  | 0      | 4      | 5     |
| 4    | Autriche             | 1  | 0      | 2      | 3     |
| 5    | Italie               | 0  | 2      | 2      | 4     |
| 6    | Belgique             | 0  | 1      | 1      | 2     |
| 7    | Espagne              | 0  | 1      | 0      | 1     |
| 8    | Yougoslavie          | 0  | 1      | 0      | 1     |
| 9    | Pays-Bas             | 0  | 0      | 2      | 2     |
| 10   | Suède                | 0  | 0      | 1      | 1     |
|      |                      | 8  | 8      | 16     | 32    |

## Sources
- Podiums complets sur le site JudoInside.com.

- Podiums complets sur le site alljudo.net.

- Podiums complets sur le site Les-Sports.info.